# Intel Turbo Memory
Pour les articles homonymes, voir Robson.
La technique Intel Turbo Memory (aussi largement connue sous son nom de code, Robson) est une technique initiée par Intel. C'est un système consistant à utiliser une mémoire flash comme cache pour accélérer et optimiser les accès au disque dur. Elle fut introduite en mai 2007, sur les architectures mobiles Centrino Santa Rosa.
Les buts de ce système sont :
- L'accélération des accès à la mémoire de masse, en lecture comme en écriture, une mémoire flash ayant un temps d'accès bien moindre qu'un disque dur ;
- La réduction de l'activité mécanique du disque dur et donc de sa consommation électrique, ce qui peut significativement augmenter l'autonomie d'un ordinateur portable.

Ce système n'est pour le moment compatible qu'avec le système d'exploitation Windows Vista de Microsoft.

Cette technique est analogue à HyperFlash du fondeur AMD.